# Густавссон, Тони
Тони Густавссон (швед. Tony Gustavsson; род. 14 августа 1973, Сундсвалль) — шведский футбольный полузащитник, тренер и комментатор. Финалист женской Лиги чемпионов УЕФА (2014) с клубом «Тюресё», олимпийский чемпион (2012) и двукратный чемпион мира в должности помощника главного тренера женской сборной США, главный тренер женской сборной Австралии с 2020 года.

## Биография
Родился в Сундсвалле, большую часть 16-летней игровой карьеры провёл в шведских клубах, за исключением одного сезона, который сыграл в американском клубе «Орландо Лайонс». Во время пребывания в США отучился один семестр в Университете Центральной Флориды в 1994 году, после чего завершил получение специальности учителя физкультуры и математики в Стокгольмском педагогическом институте в 1995—1999 годах.
С 2000 по 20003 год был игроком и тренером в клубе «Иттерхогдальс», выступавшем в 3-м и 4-м дивизионах шведского чемпионата, после чего перешёл как играющий помощник главного тренера в клуб «Дегерфорс». После первого года в «Дегерфорсе» завершил игровую карьеру и занял пост главного тренера. Одновременно «Дегерфорс» перешёл из третьего дивизиона во второй, где Густавссон оставался с ним в 2005 и 2006 годах. С 2004 года продолжал высшее образование в Университете Эребру, где проходил подготовку как футбольный тренер и посещал курсы лидерства.
С начала 2007 занимал пост главного тренера клуба «Хаммарбю», игравшего в высшей лиге первенства Швеции. В Кубке УЕФА 2007/2008 довёл «Хаммарбю» до первого круга основной сетки, но в стыковых матчах за право участвовать в групповом этапе шведская команда проиграла португальской «Браге» по сумме результатов двух игр. Контракт «Хаммарбю» с Густавссоном был разорван после того как клуб в 2009 году вылетел из высшего дивизиона. В 2010 году на короткое время возглавил норвежский клуб «Конгсвингер».
Одновременно с тренерской работой выступал в качестве футбольного комментатора. Вёл репортажи с чемпионата мира 2010 года для сети SVT, сотрудничал также с каналом C+. Был комментатором матчей сборной Швеции.
В 2012 году Густавссон присоединился к женской сборной США как помощник главного тренера — эту должность в тот момент занимала его соотечественница Пиа Сундхаге. Помог привести американскую команду к золотым медалям Олимпиады в Лондоне.
В 2012—2014 годах занимал пост главного тренера в шведском женском клубе «Тюресё», завоевав в первый год с командой титул чемпионов Швеции. В начале 2014 года команда столкнулась с тяжёлыми финансовыми проблемами и из неё ушли несколько ведущих игроков, в том числе Марта и Вероника Бокете. Однако накануне объявления о банкротстве Густавссон успел побывать с «Тюресё» в финале женской Лиги чемпионов УЕФА, после чего объявил об уходе из клуба. В том же году пост главного тренера женской сборной США покинул преемник Сундхаге Том Серманни, и Густавссон рассматривался как один из претендентов на это место. После того как главным тренером стала Джилл Эллис, он стал её помощником, отвечая за тактические игровые схемы. Завоевал со сборной США два титула чемпионов мира в 2015 и 2019 годах.
В 2019 году вернулся в Сундвалль, чтобы попытаться спасти клуб своего родного города от вылета из высшей лиги. Когда это не удалось, Густавссон решил не продлевать контракт и в следующем году снова появился в «Хаммарбю», на этот раз как индивидуальный тренер игроков первого состава и помощник тренера Стефана Билльборна. Вскоре после этого был назначен главным тренером женской сборной Австралии. Контракт был заключён на период, охватывающий четыре крупных международных турнира — отложенный турнир Олимпийских игр в Токио, Кубок Азии 2022, чемпионат мира в Австралии и Новой Зеландии и Олимпиаду в Париже. В качестве главного тренера сборной Австралии привёл её к четвёртому месту сначала на Олимпийских играх в Токио, а затем на чемпионате мира 2023 года. Оба результата стали высшими достижениями австралийского футбола, как женского, так и мужского.